# Batman: Harvest Breed
Batman: Harvest Breed est un comics américain de Batman réalisé par George Pratt, publié aux États-Unis sous forme de roman graphique et en France, pour la première fois chez Semic.

## Synopsis
Batman suit la trace d'un tueur en série qu'il avait tenté, sans succès, d'arrêter six ans plus tôt. Son enquête le mènera dans les champs du Viêt Nam et sondera la profondeur de son âme. Il croisera une mystérieuse jeune fille et se confrontera à des forces obscures.

## Personnages
- Batman/Bruce Wayne
- James Gordon

## Éditions
- DC Comics, 2000 : première publication en anglais.
- Semic, 2001 : première publication en français dans la collection Semic Book.